# 阿倍継麻呂
阿倍 継麻呂（あべ の つぐまろ/つぎまろ）は、奈良時代の貴族。官位は従五位下。遣新羅大使。

## 経歴
天平7年（735年）従五位下に叙爵。天平8年（736年）遣新羅大使に任命されて、新羅に渡る。しかし、当時新羅との関係は悪化しており、使節としての使命は受け入れられなかった。また、天平9年（737年）1月に継麻呂は帰国途中の対馬国で疫病のため客死した。なお、この新羅渡航の際に継麻呂が詠んだ和歌が、随行した次男の作品と共に『万葉集』に採録されている。
継麻呂の死後に残された遣新羅使が入京すると、京で天然痘が蔓延したため（天平の疫病大流行）、当時この疫病は新羅から持ち込まれたものだと信じられたという。